# 黑奇巨口魚
黑奇巨口魚（学名：Aristostomias lunifer）为輻鰭魚綱巨口鱼目巨口鱼科的其中一種。分布于全球三大洋海域，為深海魚類，棲息深度120-1280公尺，體長可達17公分。

## 扩展阅读
維基物種上的相關：黑奇巨口魚